# Los restos del naufragio
Los restos del naufragio és una pel·lícula espanyola del gènere dramàtic dirigida el 1978 per Ricardo Franco, qui també és el protagonista junt amb Fernando Fernán Gómez. Fou seleccionada a la Palma d'Or al 31è Festival Internacional de Cinema de Canes. Fa constants referències a Casablanca de Michael Curtiz.

## Sinopsi
Mateo és un jove que acaba de patir un desengany amorós i que treballa com a jardiner en una residència d'ancians regentada per monges. Allí fa amistat amb un dels interns, que té idees genials i se'l coneix com "El Mestre".

## Repartiment
- Fernando Fernán Gómez - Mestre
- Ángela Molina - Adelaida / María
- Ricardo Franco - Mateo
- Alfredo Mayo - Don Emilio
- Felicidad Blanc - Doña Elsa
- Luis Ciges - Don Jorge
- Montserrat Salvador - Mare Superiora
- Marta Fernández Muro - Monja
- Isabel García Lorca - Monja
- Letizia Unzain - Monja
- Ana Gurruchaga - Monja

## Premis
Medalles del Cercle d'Escriptors Cinematogràfics
| Any  | Categoria    | Pel·lícula            | Resultat   |
| ---- | ------------ | --------------------- | ---------- |
| 1978 | Millor actor | Fernando Fernán Gómez | Guanyadora |